# 土浦連続殺傷事件
土浦連続殺傷事件（つちうられんぞくさっしょうじけん）とは、2008年（平成20年）3月19日と同23日に、茨城県土浦市で発生した通り魔事件。
男K（犯行当時24歳、2013年に死刑執行）が、持っていた刃物で相次いで人を刺し、2人が死亡、7人が重傷を負った。

## 犯人の人物像
死刑囚Kは1983年10月13日に生まれ、2013年2月21日に法務省（法務大臣：谷垣禎一）が発した死刑執行命令により収監先・東京拘置所にて死刑を執行された（29歳没）。
Kの一家は、父（公務員）、母（パート勤務）、K、妹、妹、弟の6人家族。幼少期は父の仕事の都合で、上海、次いでニューオーリンズで生活する。小学校は横浜市内の公立校に通うが、この頃から父は仕事が多忙になって家族と触れ合う時間が無くなり、育児は母に任せきりとなる。しかし子供が小さい頃は子煩悩であり、土日には子供たちと触れ合う時間も持っていたが、子供の学力やしつけに関しては厳しい態度をとっていた。Kの子育てについては、小学3年生頃からKに対する期待と実際のKの成長ぶりとのギャップに悩むようになり、小学6年生の時の学習評価は「真面目に取り組むが、限られた時間内での学習が苦手」であった。
一方で母は頭の良さを追求する父とは異なり、生きる力、人としての力を伸ばすことを考えて子育てをした。対人関係についての評価も徐々に改善してゆき、人間的な成長がうかがえた。小学5年生の時に土浦市にマイホームを購入し、引っ越す。中学時代はおとなしく控えめな性格で、反抗期はなかった。高校は近くの私立霞ヶ浦高等学校に入学、弓道部ではこつこつ練習に打ち込み、後輩から弓道部でナンバー2と呼ばれる腕前になる。高校2年生の時には全国大会に出場した。しかしこの頃からKの内面に変化が起こってくる。夏ごろから超常現象に興味を持つようになり、部室で座禅や瞑想にふけるようになる。この年の沖縄への修学旅行の感想文では（戦争に限らず）人類への敵意をむき出しにした内容であったため、担任からは書き直しを命じられるが、書き直しの文章でも中傷は半分までしか減らなかった。Kは担任に注意された時、「心のままに書いただけ」と答えた。
この頃、父から『子どものための哲学対話』（永井均）を買い与えられる。常識を疑い、世界の新たな見方を提示する、という趣旨で書かれた本で、Kが「死刑になるための殺人」を実行するにあたって思想的なバックボーンになったとされている。
高校3年生に進級した時は、私立大学文系への進学を希望する。学力では十分に合格しうる状態であったが、9月頃に「大学には興味がなくなった」と、就職希望に転換する。教諭の紹介で市内の和菓子会社に応募するが、面接の予定が会社の判断で工場見学だけで帰された。事件後の面会でKはこのことを大きな挫折と捉えており、紹介した教諭に対して不満を持ち続けていた。また、実際には和菓子会社側から採用を断られたのだが、Kは「自分から面接を受けるのを止めた」、といい続けていた。更に卒業単位が揃わない可能性が出てきて、教諭がレポートでの単位認定などを持ちかけた。しかしKは自暴自棄に「卒業しなくてもいい」と返答して応じず、母に相談しても解決しなかった。最終的には弓道部の友人の説得によって翻意したが、この時期のKは自身のプライドと周囲の現実の折り合いをつけることに苦悩していた。何とか卒業にはこぎ着けたものの、教諭の説得にもかかわらず就職はしなかった。この頃、Kは友人に自殺願望を明かしている。
高校卒業後はテレビゲームをしたりマンガを読んだりして過ごしていた。同じころに上の妹や弟も不登校になっており、母も子育てについて迷う時期が続いた。夫は相変わらず多忙で家庭については非協力的で、「学校に余計なことは言うな」とクギを刺すだけだった。Kについては、進学断念や就職、卒業についての騒動についても母に具体的に話すことはなく、母も対応に困り、立ち入った相談をすることは出来なかった。兄弟姉妹間の会話もほとんどなく、上の妹は母に声を聞かせたくないとコミュニケーションは筆談で行うという状態だった。Kも家族とも関わりを避けて食事もひとりでとっていたという。
以降Kは、ゲームを買うための小遣い銭が必要になるとアルバイトを始め、金がたまると辞める、という生活を送るようになる。どこの職場でも勤務評価は良かった。2003年8月に行われたゲームの関東地区の大会で準優勝となる。しかし、Kはやがて生きる目的を見失い、自らの死を望むようになる。そこで、確実に死ぬ手段として死刑を選択し、確実に死刑になるために複数人の殺害を選択した。父の定年退職を控えた2008年1月16日、コンビニのアルバイトを辞める。数日後、近くのホームセンターで文化包丁を、ネットオークションでサバイバルナイフを、デパートでリュックサックをそれぞれ購入した。また、逃走資金40万円を引き出し、変装用のスーツやネクタイを購入した。
当初は気に入らなかったKの妹を殺し、次に近くの学校を襲撃する予定であった。3月17日、決意を現すために2台もっている携帯電話の片方からもう片方に犯行声明を送った。18日に決行予定であったが、朝に起きると妹はすでに外出していたため、翌日に決行を延ばした。

## 事件の経緯
3月19日、朝起きたがまたしても妹はいなかった。小学校襲撃を決めてマウンテンバイクで向かったが、丁度終業式で大人が多かったため、失敗を恐れて回避した。中学校や高校も同様であると想定して向かわず、ターゲットを探して住宅街を走らせた。住宅街のうちの一軒のインターホンを押し、出てきた男性（当時72歳）に自転車の空気入れを借りた。男性から空気入れを受け取ったKは、男性が家の中に戻るために背中を向けたその隙に首筋に文化包丁を突き刺した。Kは動悸が激しく、そのまま路地を走り抜けた。服に返り血がついていたため一旦自宅へ戻ることにしたが、間もなく救急車のサイレンが聞こえてきたため自転車を回収するのはあきらめて徒歩で自宅に戻った。当初はオズの魔法使いで気に入っていた「OZ」のマークを、連続殺人だとわかるように現場に残す予定であったが、動転して忘れてしまったため、自宅の部屋の壁に赤ペンで描いた。2人目を殺すまでは捕まることを避けるため、自宅で着替えたあと荒川沖駅から常磐線で東京へ向かい、秋葉原の理髪店で丸坊主にし、ビジネスホテルにチェックインした。当日の夕方のニュースで被害者が死亡したのを知り、「死んで良かった」と思ったという。
一方、被害者の側では娘がすぐに通報し、現場のマウンテンバイクからKが被疑者として浮上した。Kの自宅に踏み込んだ捜査員は血染めの服、壁に描かれた「OZ」の模様、携帯電話の犯行声明などから犯人であると断定するに至る。自宅で対応した母はKの電話番号を知らなかったため、アルバイト中のKの弟に連絡して電話をかけさせたが、Kは逆探知防止のため電源を切っており、通じなかった。県警は顔写真の提供を求めたが、写真アルバムを探しても見つからず、6年前の高校の卒業アルバムしかなかった。
20日、Kはスーツ姿で電気街へ行き、この日発売のゲームソフトを購入、ホテルの部屋で一日中ゲームをして過ごした。体力を消耗しており、すぐに次の殺人を起こす気にはならなかったためである。21日、安否を心配した母からのメールを確認し、警察を挑発する返信を送る。このメールが決定打となり、県警により指名手配された。この時には、2年前のコンビニのアルバイト採用の際の履歴書の写真が最新写真として入手されていた。Kはこの日も秋葉原で過ごし、自身が指名手配されたことをニュースで知る。22日、土地勘のある常磐線ひたち野うしく駅から荒川沖駅に向かって歩いたが、殺害できそうな通行人がいないため断念。この時、県警に電話し、「早く捕まえてごらん」などと挑発した。その日は幼少期を過ごした横浜で泊まろうと移動するが、ホテルが満室だったため東京に戻る。神田のホテルにチェックインするときに誤って本名を書きかけたため、いよいよ逮捕が近づいたと考え、翌日に何としても大量殺人を行うことに決め、計画を練り直した。
3月23日、Kは「人が多すぎず、少なすぎない、知っている場所」として、荒川沖駅を襲撃することにした。黒い上着に黒いニット帽を被り、午前11時過ぎに下車、西口から東口にかけて手当たり次第に、その場にいた通行人の首をナイフで狙って襲撃した。丁度その場所で張り込んでいた警察官は襲撃されるまでKに気付かず、自身も大量出血で取り押さえることが出来なかった。他の捜査員も確保に失敗し、Kはそのまま現場を離脱した。第2の現場では警官を含めて8人が襲撃され（5人は駅改札近く、2人はさんぱる前、1人は通路を降りた所で刺された）、通路を降りた阿見町の27歳の男性が死亡した。Kは自首して捕まるべく交番へ向かって歩き、途中複数の通行人とすれ違ったが、駅での凶行で体力を消耗したため手を出さなかった。駅からおよそ200m離れた荒川沖地区交番に到着したが不在だったため、備え付けてある呼び出し電話機から「私が犯人です」と自ら通報した。駆けつけた警察官には抵抗せずに現行犯逮捕されたが、その時点でKは自分が死刑になる確証が得られていないことにイライラしていた。

## 逮捕から起訴まで
逮捕後の聴取においては、「死刑になるために人を殺した」という動機を淡々と供述した。県警、検察ともに刑事責任能力を認めたが、あまりに動機が荒唐無稽であったため4月下旬から精神鑑定を行った結果、Kの精神状態は自己愛性人格障害であると診断、責任能力を認めた。9月1日、水戸地検はKを殺人などの罪で起訴した。
Kは一刻も早く死刑になることを望んでいたが、担当弁護士は死刑を回避するべく2度目の精神鑑定を要求する方針であったためKは弁護士に不信感を抱く。弁護士はKと信頼関係を築くために面会を重ね、Kにとってもここで弁護人を解任すると選任のやり直しから更に時間がかかるため妥協する。しかし2009年2月頃には裁判が開廷しないことにいら立ちを募らせ始め、今度は裁判で黙秘する、と宣言した。すると証拠の立証を一からやり直すことになるため、後にKは撤回する。

## 刑事裁判

### 第一審・水戸地裁
2009年（平成21年）5月1日、水戸地裁（鈴嶋晋一裁判長）で初公判が開かれ、罪状認否で被告人Kは起訴事実を認めた。検察官は冒頭陳述で犯行動機として「ゲームの世界と比べて現実世界のつまらなさに耐えられなくなったため」と主張した。一方、弁護人は、
- Kは血を見ると失神することが以前からあったが、凶行時は返り血を浴びる程であったにもかかわらず失神していない。当時の精神状態について調べる必要がある。
- Kにとって死刑は極刑ではなくご褒美に過ぎないため、死刑判決はその本来の目的に沿わないものである。

と主張した。裁判長は弁護人の要求に応じて、再度の精神鑑定を認める。この後、検察官による調書読み上げの最中に被害者の傷跡の画像がスクリーンに映し出された時にKが失神、30分間審理が中断された。
弁護人はこの後の記者会見で、Kの人格について「反抗期の子どもみたいな所がある」「本当に弱みを見せたくない、仮に後悔していると思っても、絶対に言わない印象を持っている」と語った。また、裁判の進行に興味を持ったり、弁護人や報道記者の接見を断らないことから、「死刑以外のことに関心を閉ざしてはおらず、まだまともになる道が残されているのではないか」と語った。これより以前、読売新聞水戸支局の取材チームがKの高校時代の後輩を伴って面会に訪れた時、普段の記者のみの面会時と比べて、より快活で、思い出話に昂じていた。後輩がKが事件を起こしたことにショックを受けたことを話すと、Kの顔は笑顔ながらも紅潮し、目には涙が浮かんでいた。
2009年6月19日の第4回公判では精神鑑定を行った佐藤親次（筑波大学准教授）が出廷。弁護人が主張していた「統合失調症」説を否定した。また、「『殺人はやってはいけないことである』という常識」自体は理解していることから妄想でもなく、自己愛性人格障害と推定される。人格障害は精神病ではないため責任能力が認められる、と結論付けた。また、鑑定中にKからアナグラムの問題を出題され、これの答え合わせを公判中にKと行い、日常会話が可能なので精神病ではない、と証拠づけた。また、メディアの依頼でKと面会した影山任佐（東京工業大学教授）は、「物事の理解は出来るが捉え方のズレが大きい。自分の無力感を認めないようにするために、人格のゆがみが現れたのではないか」とコメントした。
2009年7月3日の第5回公判では遺族の意見陳述があったが、裁判が長引くことに激高したKは閉廷直前、目の前の机をひっくり返して一部を破壊した。その後制裁裁判において、監置10日の処分が下る。
2009年9月3日の第6回公判では2度目の精神鑑定の結果が公表され、やはり自己愛性人格障害であるとしてKの刑事責任能力を認める判断がなされた。
2009年9月18日の第7回公判ではKの父親が被害者4人に弁償金として1000万円を支払ったことが明らかにされた。
2009年11月13日、論告求刑公判が開かれ、検察官は「身勝手極まりない動機に基づく計画的な無差別通り魔殺人で、反省もなく、減刑すべき事情も矯正の可能性も全くない」として死刑を求刑した。弁護人の最終弁論では、
- 死刑を求めるKに死刑を与えるなら死刑が刑罰として機能しない。強盗に金をやるようなものだ[52][58][59]。
- 潜在的な自殺志願者が死刑となることを望み、犯行を模倣する恐れがある[60]。
- 法律上は、無期懲役であっても一生懲役に服させることは可能であり、一生かけて贖罪や供養をさせるという選択肢もありうる[52][61]。
- 鑑定医によれば、心を開く可能性はあり、更生の余地は存在する[62]。

と主張し、死刑回避を求めた。最後に裁判長はKに最終陳述を求めたがKは自席に座ったまま「無駄ですね」と述べて拒否を宣言した。
2009年12月18日、水戸地裁（鈴嶋晋一裁判長）で判決公判が開かれ、裁判長は「死刑になろうと無差別に殺害した犯罪史上まれな凶悪重大事件だ。更生の可能性は極めて乏しく、死刑はやむを得ない」として検察官の求刑通り被告人Kに死刑判決を言い渡した。判決理由の趣旨は以下。
- 「人を殺すのは悪ではない」という信念は被告人が主体的に構築したものであり、責任能力の判断に影響しない[1]。
- 「生きがいがない」のは被告人の自尊心のせいで人間関係が築けなかったためであり、生きがいを見つける機会を自ら放棄したといえる[65][66]。
- 被告人と同じ家庭環境にある妹や弟はそれぞれの生きがいを見出しており、原因は家庭ではなく被告人本人にある[67]。
- 高校卒業後の自堕落な生活からすれば生きがいを見出せないのは自業自得である[66][67]。
- 本件においては、犯行動機が非常に特殊であるが、その動機は刑を荷重する要因であり、軽減する要因ではない。また、被告人は死刑に関する法制度や実態に明るくない。絞首刑は苦痛を伴わない刑死手法とは言えず、慣例的に早期執行はありえない。
- 被告人の信念は子供向けの哲学書からの引き写しであり、文字面しか読めない被告人に更生の余地があるとは考えられない[67]。

最後に裁判長は、「人の気持ちを理解するのは基本的なことなのに、なぜあなたは他人のことを考える余裕がないのか。よく考えてほしい」と語った。

### 控訴取り下げ・死刑確定
Kは判決直後のメディアとの面会において、「完全勝利といったところでしょうか」と満足そうに話した。一刻も早い死刑執行を望む主張は変わらなかったが、取材記者が今後Kが更生する可能性に懸けて、確定死刑囚となった後も面会を続けることを求めると、Kは応じて面会希望者に記者の名前を書いた。弁護人は東京高裁に即日控訴したが、Kは12月28日に控訴を取り下げる手続きをし、一週間後の2010年（平成22年）1月5日に死刑判決が確定した。

## 死刑確定後
判決後、死刑囚Kは収監先の水戸拘置支所から死刑執行設備（刑場）を有する東京拘置所に移送されることになったが、Kが当初の移送日に大暴れしたために移送は2010年5月まで大幅に遅れた。移送時は屈強な刑務官30人に囲まれて、最上階の独房に入った。移送時のトラブルのせいで拘置所でも最大限の警戒態勢になり、両隣の独房は空室となり、部屋への私物持ち込みも最小限に制限された。運動や入浴もトラブル防止のため全囚人の中で最後に指定された。ここで信望の厚いベテランの刑務官が担当となり、Kとのコミュニケーションを積極的に行ったため、Kの反抗は収まる。
収監中は新聞、母から差し入れられたゲーム専門誌、自弁で購入したエロ漫画などを読んでいた。また、ビデオ鑑賞の時間ではアニメ作品やスポーツを鑑賞していた。一方、早期執行を要求する姿勢は変わらなかった。教誨師はつけず、支援団体の機関紙の受け取りも拒否した。法務大臣あてに早期の執行を要求する葉書を頻繁に送っていた。死刑廃止を推進する議員連盟が行った死刑囚へのアンケートでも重ねて早期執行を要求していた。
事件発生から5年となる直前の2013年（平成25年）2月21日、法務大臣谷垣禎一が発した死刑執行命令により収監先・東京拘置所にてKの死刑が執行された（29歳没）。なお同日には奈良小1女児殺害事件（大阪拘置所）・名古屋市中区栄スナックバー経営者殺害事件（名古屋拘置所）各事件の死刑囚計2人を含め計3人の死刑囚に刑が執行された。

## 県警の対応
以下のような茨城県警のずさんな対応が浮き彫りになり、マスメディアを介して批判された。
- 荒川沖駅の捜査員は、重点的に配置したはずだったが、互いに連絡を取り合う手段が用意されていなかった[74]。
- 同駅で警戒していた捜査員は、Kが改札を通り過ぎたことに気付かなかった[75]。
- 駅側に対し、警戒に当たっていることを、まったく連絡していなかった。
- 被害者の中には、管轄である土浦警察署の29歳の巡査も含まれていた[76]。
- 犯行後、Kが自首した交番は空き交番だった[77]。K自らの通報で駆けつけた警察官がようやくKを現行犯逮捕した。

当時の責任者であった捜査一課長はメディアの批判を一人で背負った。その後捜査一課は多くの事件を取り扱ったが、この課長は5年後に退職するまでその罪にさいなまれた。そして、死刑執行によりKをもまた「殺してしまった」と悔やんでいた。

## 類似する事件
- 2001年6月8日に発生した附属池田小事件の元死刑囚の宅間守（2004年9月14日死刑執行）は大量殺人を行った理由について「死刑による死を望んだ」と述べている。また、上述のようにKも当初小学校を標的としていたため、小学校で凶行に及んだ点もKと類似している。自ら死刑判決を望んだ被告人は、他にも広島タクシー運転手連続殺人事件や奈良小1女児殺害事件などのような前例がいくつかある[79]。
- 2008年は本件以降類似する通り魔事件が相次いで発生、死傷者は合計して43名に上った[80]。6月8日に発生した秋葉原通り魔事件の被告人（2015年に死刑確定、2022年に死刑執行）は、取り調べで「ナイフで人を襲うことについて、この事件を参考にした」と供述している。なお、Kはこの事件が起こった直後の取材で、事件について「自暴自棄になっているだけだと思う」と語ったが、一方で犠牲者は自身の事件を上回っていた点を「うらやましい」と表現した[81]。
- 2018年11月に東京都葛飾区の女子大学生が殺害され翌2019年2月に茨城県神栖市内で遺体が発見された事件で死体遺棄容疑により逮捕された被疑者についてAERA（朝日新聞出版）・夕刊フジ（産業経済新聞社）は「本事件の元死刑囚Kと中学時代の同級生だった」と報道している[82][83]。